# معتقل نقطة الصفر
معتقل نقطة الصفر (Point Zéro) بسيدي خطاب  من أشهر المعتقلات التعذيبية بالجزائر إبان الفترة الإستعمارية بني عام 1956م لتجميع الجزائريين وإستنطاقهم تحت ظروف لاإنسانية حيث تم قتل أكثر من 750 مواطن أعزل حيث رموهم في أربع آبار متفرقة 

## تاريخ المعتقل

### تشييد المعتقل
بني المعتقل سنة 1956 م على قمة جبل يعلو عن سطح البحر بعشرات الأمتار، على مستوى النقطة الصفر في دوار البوازيد شمال المنطقة، يقع على بعد حوالي 30 كم شمال ولاية غليزان تحيط به أسوار عالية، أسلاك شائكة، زنزانات للتعذيب، حجر للإعدام وغرف جد ضيقة وأبارللدماء

### نشاطه
كما كان المركز الذي كان يشرف على جميع المراكز المذكورة خلال الثورة، مهمته التعذيب والتقتيل باستعمال السلاسل الحديدية والقهر والاغتيال ببشاعة، يستقبل المحكوم عليهم بالسجن والتعذيب من مناطق معسكر ووهران وسعيدة وتيارت بالولاية الخامسة.

## مدراء المعتقل
- النقيب جنات من سنة 1956 إلى 1960 م[3]
- النقيب عجالي من 1961 إلى 1962 م

1. ↑  "مركز التعذيب بسيدي خطاب". جزايرس. مؤرشف من الأصل في 2022-08-03. اطلع عليه بتاريخ 2022-08-03.
2. ↑  غليزان: مركز التعذيب " النقطة الصفر " في سيدي خطاب... شاهد على همجية المستعمر الفرنسي..، مؤرشف من الأصل في 2022-08-03، اطلع عليه بتاريخ 2022-08-03
3. ↑  "النقطة الصفر مربع الفظاعة". جزايرس. مؤرشف من الأصل في 2019-07-04. اطلع عليه بتاريخ 2022-08-03.